# Nübbel
Nübbel (fryz. Inabyll, duń. Nybøl) – miejscowość i gmina w Niemczech, w kraju związkowym Szlezwik-Holsztyn, w powiecie Rendsburg-Eckernförde, wchodzi w skład urzędu Fockbek.